# SN 1998de
SN 1998de – supernowa typu Ia-pec odkryta 31 lipca 1998 roku w galaktyce NGC 252. Jej maksymalna jasność wynosiła 17,56m.